# Afgan
Afgansyah Reza, dite Afgan né le 27 mai 1989 à Jakarta en Indonésie, est un chanteur et acteur indonésien.

## Biographie
Afgansyah Reza est né à Jakarta et dans une famille de musiciens musulmans d'origine Minangkabau, bien qu'il n'ait jamais eu de formation vocale. Il est le deuxième des quatre enfants de Loyd Yahya et Lola Purnama. Sa carrière a commencé quand lui et quelques amis ont décidé d'enregistrer un album privé au Wanna B Instant Recording Studio. Les producteurs du studio lui ont proposé un contrat lorsqu'ils l'ont entendu chanter. Son premier album, Confession No.1, était un mélange d'influences jazz, pop et R&B. En 2009, il fait sa première incursion dans le métier d'acteur lorsqu'il apparaît dans le film Bukan Cinta Biasa (id) avec Olivia Jensen (id) et il a également chanté la chanson titre de la bande originale du film. L'année suivante, il est également apparu dans le film Cinta 2 Hati (id) et joué sur la bande originale du film. Son deuxième album, The One, est sorti en janvier 2010. En 2011, il a interprété la chanson thème aux Jeux d'Asie du Sud-Est.
Il a depuis sorti l'album Live to Love en 2013, suivi de Sides en 2016 et de Dekade en 2018. En novembre 2018, Afgan a fêté ses 10 ans dans l'industrie de la musique en lançant son concert Dekade à Kuala Lumpur, La Malaisie a suivi d'un autre concert à Jakarta en septembre 2019. Les deux concerts ont été complets. En 2020, Afgan et Raisa ont sorti le single Tunjukkan cinq ans après leur première collaboration. Afgan venait de sortir un nouveau single le 6 février 2021, intitulé "Je suis désolé". Son premier album mondial Wallflower, contenant 10 titres est sorti le 9 avril 2021.
Sa vie personnelle est suivie de près par les médias asiatiques. Il est titulaire d'un baccalauréat en économie de l'Université Monash.

## Discographie

### Album
- Confession No.1 (2009)
- The One (2010)
- L1ve to Love, Love to L1ve (2013)
- Sides (2016)